# فیروزالدین فیروز
فیروزالدین فیروز (متولد ۱۳۴۶ در ولایت پنجشیر) سیاستمدار افغانستانی و وزیر وزیر صحت عامهٔ افغانستان است. 

## تحصیلات و سوابق
فیروز فارغ‌التحصیل دانشکدهٔ طب دانشگاه کابل است. او در سال ۱۳۶۸ دکتر مرکز صحی ولسوالی نهرین ولایت بغلان، در سال ۱۳۷۵ رئیس صحت عامه ولایت کاپیسا، و در جدی ۱۳۸۰ وارد وزارت صحت عامه شد. از سال ۱۳۸۳ تا ۱۳۹۳ مشاور بانک جهانی و دفتر انکشافی ایالات متحده آمریکا در افغانستان، ایالت راجستان هند و سودان جنوبی بود.
فیروز متخصص رشته جراحی عمومی است و افزون بر آن، یک دیپلوم مدیریت صحی از دانشگاه لندن و دو ماستری در رشته‌های مدیریت صحی از دانشگاه‌های هندوستان و انگلستان اخذ کرده‌است. 

او به زبان‌های دری، پشتو و انگلیسی مسلط است.
فیروز در جدی ۱۳۹۳ از سوی دولت اشرف غنی به عنوان نامزد وزارت صحت عامهٔ افغانستان به مجلس شورای ملی افغانستان معرفی شد و در ۸ دلو همان سال با اخذ ۱۷۰ رأی موافق نمایندگان به آن سمت انتخاب شد.